# جاكوار أكس-تايب
جاكوار أكس-تايب (بالإنجليزية: Jaguar X-Type)‏ هي سيارة من تصنيع شركة سيارات جاكوار.